# Трубайлівка
Трубайлівка (до 1946 року — Карань) — колишня слобода, пізніше село та з 1972 року мікрорайон Переяслава.

## З історії
За козаччини Каранська слобода належала до Трахтемирівської сотні Переяславського полку.
За описом Київського намісництва 1781 року слобода відносилось до Переяславського повіту даного намісництва і у ній нараховувалось 34 хати посполитих, різночинських і козацьких підсусідків.
За книгою Київського намісництва 1787 року у Каранській слободі проживало 111 душ. Було у володінні статського радника Івана Вишневського.
З ліквідацією Київського намісництва, село у складі Переяславського повіту перейшло до Полтавської сгубернії.
Селище є на мапі 1812 року.
Селище було приписане до Георгіївськой церкви в Андрушах.
За радянської колективізації, під час створення колгоспу ім. Чапаєва у 1929 році, в Карані були розкуркулені 3 двори.
У 1930 р. село налічувало 230 дворів, де мешкало 1060 чол. (разом з хуторами Максимівкою, Полуботьковою Слободою, Чаплином). Загальна кількість померлих від Голодомору за даними обласного архіву 147 чол.
У березні 1946 року — село Карань перейменоване в село Трубайлівка, а Каранська сільська рада — в Трубайлівську.
У серпні 1954 року Андрушівська та Трубайлівська сільські ради були об'єднані у Трубайлівську сільраду з центром у селі Трубайлівка.
В травні 1958 р. за рішенням виконавчого комітету Київської обласної ради депутатів трудящих село Трубайлівка, хутори Полубодькова Слобода та Максимівка Трубайлівської сільської ради об'єднано в один населений пункт село Трубайлівка.
20 липня 1970 р. рішенням виконавчого комітету Київської обласної ради депутатів трудящих ліквідована Трубайлівська сільрада Переяслав-Хмельницького району з підпорядкуванням сіл Андруші і Трубайлівка Переяслав-Хмельницькій міськраді.
15 листопада 1972 року згідно Указу Президії Верховної Ради УРСР, села Андруші і Трубайлівка були включені в межу міста Переяслав-Хмельницький.. Від тоді Трубайлівка є одним із 9-ти мікрорайонів Переяслава.
Невдовзі частина територій колишнього села була затоплена Канівським водосховищем.